# Jaroslav Popovytj
Jaroslav Popovytj (ukrainska: Ярослав Попович), född 4 januari 1980 i Drohobytj, Lviv oblast, Ukrainska SSR, Sovjetunionen, är en ukrainsk tävlingscyklist. 
Jaroslav Popovytj blev professionell 2002 med Landbouwkrediet-Colnago. Han tävlade från 2005 till och med 2007 för det amerikanska UCI ProTour-stallet Discovery Channel Pro Cycling Team. Men när TV-kanalen Discovery Channel inte förlängde kontraktet med cykelstallet kontrakterades Popovytj och hans vän Volodymyr Bileka av det belgiska UCI ProTour-stallet Silence-Lotto. Efter ett år med Silence-Lotto valde Popovytj att gå vidare till Astana Team. 2010 och 2011 cyklade Popovytj för det amerikanska stallet Team RadioShack och han följde med när RadioSchack gick ihop med det luxemburgska stallet Leopard-Trek för att bilda RadioShack-Nissan-Trek.

## Början
Som 16-åring blev Jaroslav Popovytj uttagen till det ukrainska nationslaget och ett år senare åkte han över Ukrainas gräns för att tävla utomlands. 1999 flyttade han till Italien och bosatte sig i Quarrata i norra Toscana. Med sitt italienska amatörstall, Vellutex Zoccorinese, vann han 35 tävlingar. Däribland Paris–Roubaix Espoirs och världsmästerskapen för U23-cyklister 2001 i Lissabon, Portugal. Han slutade även tvåa i världsmästerskapens linjelopp för U23-cyklister 2000 i Plouay efter Jevgeni Petrov från Ryssland.
Popovytj blev professionell med det belgiska stallet Landbouwkrediet-Colnago 2002. Under sitt första år som professionell slutade han på 12:e plats i Giro d'Italia. Året därpå slutade han på en tredje plats i tävlingen bakom italienarna Gilberto Simoni och Stefano Garzelli. Under säsongen 2004 slutade han femma i Giro d'Italia bakom Damiano Cunego, Sergej Gontjar, Gilberto Simoni och Dario Cioni. Under 2004 års Giro d'Italia bar Jaroslav Popovytj den rosa ledartröjan under tre etapper.

## Discovery Channel Pro Cycling Team

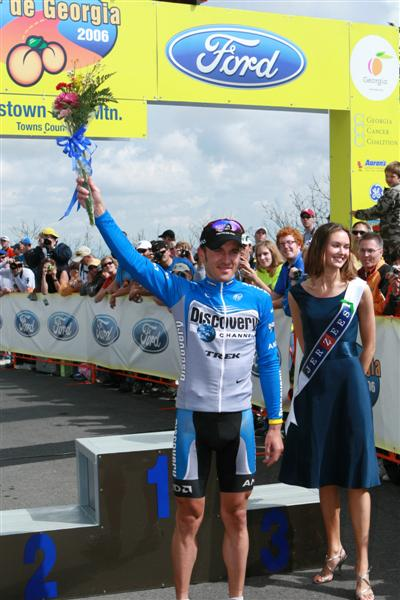
Jaroslav Popovytj vann etapp 2 av Tour of Georgia 2006.

Popovytj blev kontrakterad av Discovery Channel Pro Cycling Team 2005 och han sågs som en arvtagare till Lance Armstrong som stallkapten. Samma år tog han sin främsta seger i karriären när han vann Katalonien runt, en viktig tävling inför Tour de France. Tillsammans med sina övriga stallkamrater i Discovery Channel Pro Cycling Team vann han etapp 4, ett lagtempolopp, på Tour de France 2005. Han hjälpte Lance Armstrong att vinna sin sjunde seger i Tour de France, men Popovytj tog också hem segern i ungdomstävlingen.
Inför Tour de France 2006 hade Discovery Channel Pro Cycling Team fyra potentiella ledare i José Azevedo, Paolo Savoldelli, George Hincapie och Jaroslav Popovytj. Popovytj hade få framgångar under början av loppet men lyckades vinna etapp 12 genom ständiga attacker mot utbrytningskollegorna Alessandro Ballan, Óscar Freire och Christophe Le Mével. Under säsongen vann han etapper på Vuelta a Castilla y León och Tour de Georgia, i den sistnämnda tävlingen slutade han trea i slutställningen bakom amerikanerna Floyd Landis och Tom Danielson.
Under säsongen 2007 arbetade Popovytj som hjälpryttare åt Alberto Contador, när spanjoren vann Paris-Nice och Tour de France. Tidigt under säsongen vann ukrainaren etapp 5 av Paris-Nice genom en attack, 33 kilometer innan mållinjen. Popovytj blev lagkapten inför Giro d'Italia 2007 men avbröt efter etapp 12 på grund av smärtor efter två olyckor som hade inträffat under loppet. Han arbetade för Alberto Contador och Levi Leipheimer under Tour de France 2007 men lyckades trots det sluta på åttonde plats totalt i tävlingen.

## Silence-Lotto
Discovery Channel Pro Cycling Team lade ned efter säsongen 2007 och Popovytj valde att tillsammans med landsmannen och vännen Volodymyr Bileka skriva kontrakt med UCI ProTour-stallet Silence-Lotto inför säsongen 2008.
Säsongen gick dock trögt och det bästa resultatet kom på Paris-Nice där ukrainaren slutade på tredje plats i slutställningen bakom italienarna Davide Rebellin och Rinaldo Nocentini.
Popovytj blev uttagen till Silence-Lottos lag för Tour de France 2008 där han skulle hjälpa stallkamraten Cadel Evans att vinna tävlingen. Cadel Evans slutade tvåa i loppet trots att Popovytj inte var i sin bästa form under tävlingen.

## Astana
Det blev ingen fortsättning i Silence-Lotto utan Popovytj blev kontrakterad av det kazakiskbaserade cykelstallet Astana Team inför säsongen 2009, där han återförenades men många av sina forna stallkamrater från Discovery Channel Pro Cycling Team, men också managern Johan Bruyneel. Lance Armstrong, som tidigare har avslutat sin karriär, valde att återvända till cykelsporten och även han blev medlem av Astana Team. 
Popovytj slutade på sjätte plats på etapp 1 av Tour of California 2009. På etapp 8 av tävlingen slutade han på sjunde plats bakom Fränk Schleck, Vincenzo Nibali, George Hincapie, Rory Sutherland, Grischa Niermann och José Luis Rubiera. Popovytj var hjälpryttare till Alberto Contador under Paris-Nice 2009, och han slutade på 23:e plats i tävlingen.
På etapp 21 i Giro d'Italia 2009, ett tempolopp, slutade ukrainaren på fjärde plats bakom Ignatas Konovalovas, Bradley Wiggins och Edvald Boasson Hagen. Tillsammans med Lance Armstrong, Alberto Contador, Andreas Klöden, Levi Leipheimer, Dmitrij Muravjev, Sergio Paulinho, Grégory Rast och Haimar Zubeldia vann han etapp 4, ett lagtempolopp, i Tour de France 2009.

## RadioSchack
Popovytj följde med flera av sina gamla stallkamrater från Astana Team när ett amerikanskbaserat lag, RadioShack bildades inför säsongen 2010. Under första säsongen slutade Popovytj fyra på etapp 2b i Circuit Cycliste Sarthe.
En säsong senare slutade han trea på Giro del Trentino bakom Roman Kreuziger och Emanuele Sella.

## Stall
- Landbouwkrediet-Colnago 2002–2004
- Discovery Channel 2005–2007
- Silence-Lotto 2008
- Astana Team 2009
- Team RadioShack 2010–2011
- Radioshack-Nissan-Trek 2012
- Radioshack-Leopard-Trek 2013